# Павлов, Павел Иванович
Па́вел Ива́нович Па́влов (11 сентября 1908 — 2 февраля 1967) — советский лётчик авиации Военно-Морского Флота и военачальник, Герой Советского Союза (5.11.1944). Генерал-майор авиации (3.11.1951).

## Молодость и начало службы
Образование начальное среднее. Работал на Московском химико-фармацевтическом заводе имени Н. А. Семашко. Окончил Московскую планерную школу Осоавиахима в 1928 году.
С декабря 1929 года служил в Красной Армии. В мае 1931 года окончил Ленинградскую Военно-теоретическую школу лётчиков, по окончании которой зачислен в ВВС Рабоче-Крестьянского Красного флота и направлен для продолжения обучения в Военную школу лётчиков и лётчиков-наблюдателей ВВС РККА имени И. В. Сталина в Ейске. Окончил её в феврале 1933 года. После окончания как один из лучших выпускников был оставлен в этой авиашколе, служил инструктором-лётчиком, с января 1936 года — командиром звена. В августе 1938 года переведён в 5-й истребительный авиационный полк ВВС Балтийского флота (полк базировался на аэродром Низино в районе Петергофа), служил в нём командиром звена.
Участвовал в рядах полка в советско-финской войне 1939—1940 годов, сначала командовал звеном, а затем временно исполнял должность начальника штаба полка. Выполнил 87 боевых вылетов, награждён своей первой наградой — орденом Красного знамени. В апреле 1940 года стал флаг-штурманом полка, в ноябре 1940 — командиром эскадрильи. В том же 1940 году вступил в ВКП(б).

## Великая Отечественная война
С июня 1941 года капитан П. И. Павлов —  в действующей армии в Великой Отечественной войне, продолжая командовать эскадрильей в 5 иап ВВС КБФ. В октябре 1941 года переведён также командиром эскадрильи в формирующийся 21-й истребительный авиационный полк ВВС Балтийского флота. Завершив формирование в Саранске, полк в апреле 1942 года прибыл на Балтику и вступил в бои. В октябре 1942 года повышен в должности до заместителя командира полка. С декабря 1942 по май 1943 года учился на курсах усовершенствования старшего начальствующего состава при Военно-морском авиационном училище имени И. В. Сталина (курсы действовали в эвакуации в с. Борское Куйбышевской области). После их окончания в мае 1943 года вернулся в 21-й иап КБФ, назначен начальником штаба полка, но уже в июне 1943 года стал командиром полка и прошёл с ним боевой путь до Победы.
В полку воевал ещё один Павел Павлов, только с отчеством «Ильич». Чтобы их не перепутать, товарищи называли Павла Ивановича Павлом-большим (он был старше по возрасту и по званию), а Павла Ильича — Павлом-маленьким. В 1944 году Героями стали оба Павла Павлова.
Участник Прибалтийской оборонительной операции, битвы за Ленинград, Прибалтийской, Восточно-Прусской, Восточно-Померанской, Берлинской наступательных операциях. Кроме того, активно участвовал в борьбе с немецкой авиацией и судоходством на Балтике. В частности, командовал истребительной группой прикрытия при потоплении авиацией Балтийского флота немецкого крейсера ПВО «Ниобе» в финском порту Котка 16 июля 1944 года.
К октябрю 1944 года командир 21-го истребительного авиационного полка (8-я минно-торпедная авиационная дивизия ВВС ВМФ, ВВС Краснознамённого Балтийского флота) подполковник П. И. Павлов совершил 454 боевых вылета, из которых 42 на разведку, 156 на прикрытие бомбардировщиков и штурмовиков, 73 на штурмовку наземных целей, 175 на прикрытие своих кораблей, аэродромов и войск, 5 на защиту с воздуха «Дороги жизни» на Ладожском озере, 3 на перехват немецких самолётов. В 44 воздушных боях сбил лично 10 и в составе группы 5 самолётов противника. Полк за время его командования сбил 97 немецких и финских самолётов.
Указом Президиума Верховного Совета СССР от 5 ноября 1944 года за отвагу и геройство, подполковнику Павлову Павлу Ивановичу присвоено звание звания  Героя Советского Союза с вручением ордена Ленина и медали «Золотая Звезда».
К 9 мая 1945 года произвёл около 500 успешных боевых вылетов, в воздушных боях сбил 12 вражеских самолётов лично и 5 в группе.

## Послевоенная служба
После войны продолжил службу на командных должностях в ВВС ВМФ. До февраля 1946 года командовал тем же полком, затем был отправлен на учёбу. В 1946 году окончил Академические курсы офицерского состава ВВС и ПВО при Военно-морской академии имени К. Е. Ворошилова. С декабря 1946 года командовал 7-й истребительной авиационной дивизией (Тихоокеанский флот), затем вновь убыл на учёбу.
В 1950 году окончил Высшую военную академию имени К. Е. Ворошилова. С января 1950 года — командир 4-й истребительной авиационной дивизии ВВС Черноморского флота. С июня 1953 года командовал 366-м базовым районом ПВО Лиепайской военно-морской базы. С декабря 1955 года находился в распоряжении Главнокомандующего ВМФ СССР. С марта 1956 года генерал-майор авиации П. И. Павлов — в запасе.
Жил в Ленинграде. Умер 2 февраля 1967 года. Похоронен на Серафимовском кладбище (Коммунистическая площадка).

## Награды
- Герой Советского Союза (5 ноября 1944 года, медаль № 5045);
- три ордена Ленина (21.01.1942, 5.11.1944, 1954);
- четыре ордена Красного Знамени (21.04.1940, 14.08.1942, 12.06.1944, 1949);
- орден Ушакова 2-й степени (1944);
- орден Красной Звезды (30.04.1945);
- медаль «За боевые заслуги»;
- медаль «За оборону Ленинграда»;
- другие медали СССР;
- иностранные ордена и медали[6].

## Память

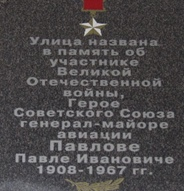
Памятная доска на улице Генерала Павлова в Калининграде

- Именем Павла Павлова названы улицы в посёлке Лебяжье (Выборгский район, Ленинградская область), в городе Калининграде, в селе Борское Самарской области.